# فن التفاوض
فن التفاوض (بالكورية: 협상의 기술) هو مسلسل تلفزيوني كوري جنوبي، من بطولة لي جي-هون، كيم داي ميونغ، تشا كانغ-يون. تدور احداث المسلسل حول الاندماج والاستحواذ بين الشركات. عرض على قناة جي تي بي سي في 8 مارس الى 13 أبريل 2025، بث كل يوم السبت والإحد الساعة 22:30 (KST).

## القصة
تدور أحداث القصة حول خبير عمليات الاندماج والاستحواذ (لي جي هون)، المعروف بالمفاوض الأسطوري، وفريقه الذي يضم المحامي أوه سون يونغ (كيم داي ميونج) وتشوي جين سو (تشا كانغ-يون). خبير عمليات الاندماج والاستحواذ.

## طاقم

### رئيسي
- لي جي هون في دور يون جو-نو[3]

خبير في عمليات الدمج والاستحواذ في شركة كبيرة.
- كيم داي-ميونغ في دور أوه سون-يونغ[3]

محامي التفاوض.
- سونج دونج إيل سونغ جاي-سيك[3]

رئيس مجموعة سانين.
- أوه مان-سيوك في دور لي دونج-جون[3]

مدير التعاون الخارجي لشركة
- أهن هيون هو في دور كواك مين-جونج[3]

مدير فريق الدمج والاستحواذ.
- تشا كانغ يون في دور تشوي جين-سو[3]

زميل كواك مين جونج
- جانغ هيون سونغ في دور ها تاي-سو[3]

المدير المالي لمجموعة سانين.

### داعم
- لي كيو سونغ في دور ليم هيونغ-سوب[4]

نائب مدير قسم الموارد البشرية لمجموعة سانين.
- بارك هيونغ سو في دور كانج سانج-باي[5]

مدير شركة يوو-مين للاستثمار.
- بارك جو يونج[6]
- يانغ جو اه[7]

### ظهور خاص
- كوون يو-ري

## المشاهدات
| الموسم | الموسم | رقم الحلقة | رقم الحلقة | رقم الحلقة | رقم الحلقة | رقم الحلقة | رقم الحلقة | رقم الحلقة | رقم الحلقة | رقم الحلقة | رقم الحلقة | رقم الحلقة | رقم الحلقة | المتوسط |
| الموسم | الموسم | 1          | 2          | 3          | 4          | 5          | 6          | 7          | 8          | 9          | 10         | 11         | 12         | المتوسط |
| ------ | ------ | ---------- | ---------- | ---------- | ---------- | ---------- | ---------- | ---------- | ---------- | ---------- | ---------- | ---------- | ---------- | ------- |
|        | 1      | 0.762      | 1.462      | 1.298      | 1.691      | 1.445      | 1.805      | 1.390      | 1.903      | 1.676      | 2.038      | 1.709      | 2.487      | 1.639   |

| Ep.   | تاريخ البث   | تقييمات (نيلسن كوريا) | تقييمات (نيلسن كوريا) |
| Ep.   | تاريخ البث   | على الصعيد الوطني     | سيئول                 |
| ----- | ------------ | --------------------- | --------------------- |
| 1     | 8 مارس 2025  | 3.300%                | 3.586%                |
| 2     | 9 مارس 2025  | 6.068%                | 6.349%                |
| 3     | 15 مارس 2025 | 5.783%                | 5.535%                |
| 4     | 16 مارس 2025 | 7.121%                | 7.298%                |
| 5     | 22 مارس 2025 | 6.459%                | 6.398%                |
| 6     | 23 مارس 2025 | 7.982%                | 8.320%                |
| 7     | 29 مارس 2025 | 6.185%                | 6.171%                |
| 8     | 30 مارس 2025 | 8.079%                | 8.758%                |
| 9     | 5 مارس 2025  | 6.933%                | 7.064%                |
| 10    | 6 مارس 2025  | 8.805%                | 9.545%                |
| 11    | 12 مارس 2025 | 7.182%                | 8.030%                |
| 12    | 13 مارس 2025 | 10.315%               | 11.298%               |
| متوسط | متوسط        | 7.018%                | 7.363%                |

## الإنتاج
المسلسل من كتابة لي سونغ يونغ وإخراج آن بان سوك، الذي أخرج رومانسية منتصف الليل في هاجوون (2024)، شيء ما في المطر (2018)، علاقة حب سرية (2018)، وإنتاج جي تي بي سي من قبل شركتها التابعة إس إل إل بجانب بي أ. إنترتينمنت واستوديو بيت الدراما.

## روابط خارجية
- فن التفاوض على موقع IMDb (الإنجليزية)
- فن التفاوض على موقع فيلمافينيتي (الإسبانية)
- فن التفاوض على موقع قاعدة بيانات الفيلم (الإنجليزية)
- فن التفاوض على هانسينما